# Lisa Canning
Lisa Canning (Saint Thomas, Islas Vírgenes, 7 de noviembre de 1966) es una presentadora de radio y televisión, corresponsal y actriz estadounidense.  
Está casada con Harold Austin y vive en Los Ángeles, California.

## Carrera
Sus créditos incluyen ser presentadora de Entertainment Tonight de 1996 a 1999, copresentadora de Knights and Warriors, de la primera temporada de Dancing with the Stars, Beyond With James Van Praagh (Como la entrevistador/escéptica tras bastidores) y en el programa de Pax, Destination Stardom.
Como actriz Canning apareció en pequeños papeles en los largometrajes Scream, Intermission y The Day After Tomorrow.  Ha actuado en las telenovelas de televisión General Hospital y The Young and the Restless.

## Filmografía
- Ladykiller (1996)
- Scream (1996)[2]
- Intermission (2004)
- The Day After Tomorrow (2004)
- Waste Land (2007)
- The Red Canvas (2009)

## Televisión
- Into the Night with Rick Dees (principios de los noventa)[4]
- Knights and Warriors (1992–93) primera temporada
- Baywatch (1992, 1994) 2 episodios
- The Young and the Restless (2004–05) 25 episodios
- Dancing with the Stars (2005) copresentadora de la primera temporada[5]
- The Bold and the Beautiful (2009) 2 episodios